# National League North
National League North (dříve pod názvem Conference North) je šestá nejvyšší fotbalová soutěž v Anglii (společně s National League South). Soutěž byla založena v roce 2004. V roce 2015 byla celá Football Conference (Conference Premier, Conference North, Conference South) přejmenována na National League.

## Název
- Conference North (2004–2015)
- National League North (2015–)[1]

## Vítězové
| Sezóna  | Vítěz              | Vítěz play-off         |
| ------- | ------------------ | ---------------------- |
| 2004/05 | Southport          | Altrincham             |
| 2005/06 | Northwich Victoria | Stafford Rangers       |
| 2006/07 | Droylsden          | Farsley Celtic         |
| 2007/08 | Kettering Town     | Barrow                 |
| 2008/09 | Tamworth           | Gateshead              |
| 2009/10 | Southport          | Fleetwood Town         |
| 2010/11 | Alfreton Town      | Telford United         |
| 2011/12 | Hyde               | Nuneaton Town          |
| 2012/13 | Chester            | Halifax Town           |
| 2013/14 | Telford United     | Altrincham             |
| 2014/15 | Barrow             | Guiseley               |
| 2015/16 | Solihull Moors     | North Ferriby United   |
| 2016/17 | Fylde              | Halifax Town           |
| 2017/18 | Salford City       | Harrogate Town         |
| 2018/19 | Stockport County   | Chorley                |
| 2019/20 | King's Lynn Town   | Altrincham             |
| 2020/21 | Bez vítěze         | Bez vítěze             |
| 2021/22 | Gateshead          | York City              |
| 2022/23 | Fylde              | Kidderminster Harriers |
| 2023/24 | Tamworth           | Boston United          |
| 2024/25 | Brackley Town      |                        |